# Ulkosaaret
Ulkosaaret (en suédois : Utöarna, en français : Iles extérieures) est un archipel de la mer Baltique qui forme un quartier  à Helsinki en Finlande. C'est l'unique quartier qui s'étend sur plusieurs superdistricts qui sont le superdistrict Sud et le superdistrict Sud-Est.

## Description

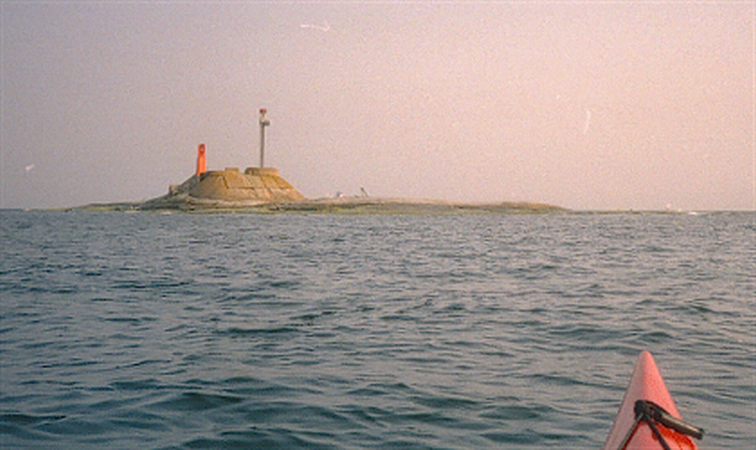
Ilot Halliluoto à Helsinki. La séparation entre les eaux intérieures et extérieures d'Helsinki passe par la rive sud de cet îlot.

Le quartier de Ulkosaaret (en finnois : Ulkosaarten kaupunginosa) a une superficie de 2,36 km2, sa population s'élève à 18 habitants (1.1.2010) et il n'offre aucun emplois (31.12.2008).
Pour les citadins, les Pihlajasaaret sont probablement la zone la plus connue d'activités de plein air de la région. 
Cependant, la plupart des grandes îles extérieures sont tenues par les Forces armées finlandaises : Melkki, Katajaluoto, Kuivasaari et Isosaari.
Rysäkari fait aussi partie des Pihlajasaaret.
Le Phare d'Harmaja est situé dans les Pihlajasaaret.